# Isla Prat
La isla Prat está situada en el océano Pacífico en la región austral de Chile, al sur del golfo de Penas, al comienzo de los canales patagónicos. Forma parte del archipiélago Wellington. Tiene una superficie de 760,8 km², que la convierten en la 18.ª mayor isla de Chile.
Administrativamente pertenece a la provincia Capitán Prat de la Región de Aysén.
Desde hace aproximadamente 6000 años sus costas fueron habitadas por el pueblo kawésqar. A comienzos del siglo XXI este pueblo había sido prácticamente extinguido por la acción del hombre blanco.

## Ubicación
Mapa de la isla
Está situada en 48°15′S 75°00′O / -48.250, -75.000. Tiene forma triangular, sus lados más largos tienen 22 millas cada uno. Las costas oriental y occidental son quebradas y recortadas por varias bahías y esteros. Sus límites son:
- al norte con el canal Barbarossa.
- al este y sureste el canal Albatross.
- al oeste el canal Fallos.[2]

## Geología y orografía
Son una sucesión de tierras altas y barrancosas con numerosas cumbres y promontorios muy parecidos entre sí. Sus cabos y puntas terminan en forma abrupta. El extremo NW lo forma el cabo Weyer y el extremo SW la punta Jasmund. Lo anterior, unido al silencio y soledad del entorno hacen de estas islas y canales una de las regiones más bellas del planeta.
Las costas son acantiladas y sus canales, en general son limpios y abiertos, donde hay escollos estos están invariablemente marcados por sargazos. En el canal Albatross se encuentra la angostura Alemana, uno de los pasos más bellos de la zona.
Existen alturas bastante notables que sirven para reconocer la entrada a los diferentes senos, canales o bahías. Estas están claramente indicadas en las respectivas cartas y derroteros de la región. En su lado occidental está recorrido de norte a sur por los cerros Silla, Nevado, Redondo y Sombrero.
Todo el archipiélago patagónico data de la época terciaria; es producto de la misma causa geológica que hizo aparecer primero la cordillera de la Costa y luego la de los Andes. En la edad glacial, tomó su aspecto actual siendo la continuación hacia el sur de la cordillera de la Costa.
Es de origen ígneo por la clase de roca que lo constituye y por su relieve áspero e irregular, característico de las cadenas de erupción.

## Climatología
La región es afectada continuamente por vientos del oeste y por el paso frecuente de sistemas frontales. Estos sistemas frontales se generan en la latitud 60° S, zona en la que confluyen masas de aire subtropical y masas de aire polar creando un cinturón de bajas presiones que forma los sistemas frontales.
Esta área tiene un clima que se conoce como “templado frío lluviosos” que se extiende desde la parte sur de la X Región de Los Lagos hasta el estrecho de Magallanes. Aquí se registran las máximas cantidades de precipitaciones, en isla Guarello se han alcanzado hasta 9.000 mm anuales.
La nubosidad atmosférica es alta, los días despejados son escasos. La amplitud térmica es reducida, la oscilación anual es de aproximadamente 4 °C con una temperatura media de 9 °C. Precipita durante todo el año siendo más lluvioso hacia el otoño.

## Oceanografía
En su costa occidental se encuentra bahía Albatross, el puerto exterior es demasiado profundo por lo que no sirve como surgidero, pero más adentro hay un buen fondeadero en profundidades desde 11 a 43 metros. En su costa oriental se encuentra el seno y bahía Dreising los que ofrecen fondeadero en profundidades de 29 a 32 metros.

## Historia

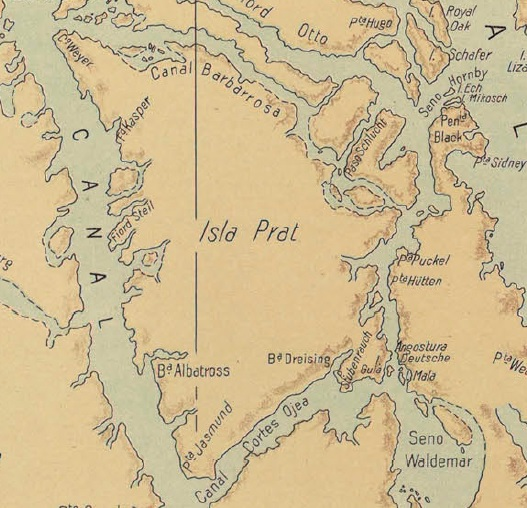
Isla Prat en el “Atlas Centenario” (1910), desarrollado por la Oficina de Mensura de Tierras del Gobierno de Chile dirigida por Luis Risopatrón con ayuda de los cartógrafos Nicanor Boloña y Luis Ossandón

A contar de 1520, con el descubrimiento del estrecho de Magallanes, pocas regiones han sido tan exploradas como la de los canales patagónicos. En las cartas antiguas la región de la Patagonia, entre los paralelos 48° y 50° Sur, aparecía ocupada casi exclusivamente por una gran isla denominada “Campana” separada del continente por el “canal de la nación Calén”, nación que se supuso existió hasta el siglo XVIII entre los paralelos 48° y 49° de latitud sur.
Desde mediados del siglo XX esos canales son recorridos con seguridad por grandes naves de todas las naciones, gracias a los numerosos reconocimientos y trabajos hidrográficos efectuados en esas peligrosas costas.
Por más de 6.000 años estos canales y sus costas han sido recorridas por los kawésqar, indígenas, nómadas canoeros. Hay dos hipótesis sobre su llegada a los lugares de poblamiento. Una, que procedían del norte siguiendo la ruta de los canales chilotes y que atravesaron hacia el sur cruzando el istmo de Ofqui. La otra es que procedían desde el sur y que a través de un proceso de colonización y transformación de poblaciones cazadoras terrestres, procedentes de la Patagonia Oriental, poblaron las islas del estrecho de Magallanes y subieron por los canales patagónicos hasta el golfo de Penas. A comienzos del siglo XXI este pueblo había sido prácticamente aniquilado por la acción del hombre blanco.